# Stanisław Rek
Stanisław Rek (ur. 29 kwietnia 1893 w Ostrowcu, zm. 9 lutego 1940 w Firleju) – żołnierz armii rosyjskiej i starszy sierżant Wojska Polskiego, uczestnik I wojny światowej, wojny polsko-bolszewickiej i II wojny światowej. Kawaler Orderu Virtuti Militari.

## Życiorys
Urodził się w rodzinie Szczepana i Antoniny z d. Jędrzykiewicz. Do 1915 pracował jako ślusarz. Od 1917 zmobilizowany do armii rosyjskiej. Od stycznia 1917 żołnierz I Korpusu Polskiego w Rosji, gdzie był dowódca plutonu w 1 kompanii 6 pułku strzelców. Po rozwiązaniu pułku latem 1918 został internowany. Od 6 grudnia 1918 w szeregach odrodzonego Wojska Polskiego walczył podczas obrony Lwowa w szeregach 3 kompanii 24 pułku piechoty. Następnie w składzie 9 kompanii 6 pułku piechoty brał udział w wojnie polsko-bolszewickiej.
Szczególnie odznaczył się 8 sierpnia 1920, kiedy „obszedł z plutonem pozycje bolszewików, zaatakował, zmusił przeciwników do ucieczki i pozostawienia działa. Za czyn ten otrzymał Order Virtuti Militari”.
W grudniu 1920 zwolniony z wojska, pracował następnie jako pracownik ubezpieczeniowy w Starachowicach. Podczas okupacji niemieckiej w szeregach Związku Walki Zbrojnej, aresztowany przez gestapo 20 stycznia 1940 i osadzony w Radomiu. Rozstrzelany w  
Firleju i tam pochowany.

## Życie prywatne
Żonaty z Jadwigą z d. Hertung, z którą miał dwoje dzieci: Tadeusza (ur. 1928) i Zofię (ur. 1930)

## Ordery i odznaczenia
- Krzyż Srebrny Orderu Wojskowego Virtuti Militari nr 607[1][3]